# Lei Diana Pitaguary
A Lei Estadual Nº 17.041, conhecida como Lei Diana Pitaguary, é uma lei Estadual do Ceará, cujo principal objetivo é conscientizar estudantes de escolas indígenas sobre temas como violência contra a mulher, o feminicídio e a importunação sexual. Decretada pela Assembleia Legislativa do Ceará e sancionada pelo ex-governador, Camilo Santana em 10 de Outubro de 2019,  a lei entrou em vigor no mesmo dia e ano decretada. Desde a sua publicação, a Semana Diana Pitaguary passou a fazer parte do Calendário Oficial de Eventos do Estado do Ceará e é realizada anualmente na primeira semana do mês de Agosto em escolas Indígenas do Estado do Ceará.

## Histórico
Rosiane Dantas da Silva, conhecida como Diana Pitaguary, de 27 anos, foi uma mulher indígena do povo Pitaguary. Diana foi morta pelo próprio companheiro, Lucas Matias de Lima, de 35 anos, na comunidade indigena do povo Pitaguary, que ambos faziam parte, e enterrada no quintal da sua casa, no dia 7 de Agosto de 2017 na Cidade de Pacatuba, localizada no Estado do Ceará.
Diana Pitaguary foi dada como desaparecida por seu companheiro Lucas Matias e durante seu depoimento para a policia, o parceiro de Diana informou que ele e a vítima haviam discutido, e a motivação da briga teria sido supostas conversas que ele teria encontrado de Diana com outro homem. Após a briga, segundo o suspeito, Diana teria saído de casa para encontrar um ex-namorado. Seu depoimento foi considerado suspeito, o que levou a policia de Pacatuba a investigar o caso e considerar um possível feminicídio.
Durante investigação, foi encontrado na casa do casal, uma panela, um pedaço de pau, uma pá com manchas de sangue e descoberto pela Delegacia de Defesa da Mulher de Pacatuba, o corpo de Diana em uma cova rasa no quintal do imóvel.
Dois dias após o crime, Lucas Matias foi preso na residência da sua mãe, onde tentou fugir. Durante depoimento dado a policia, ele informou que durante o crime estava possuído e que Diana estaria o traindo, o que teria o levado a tirar a vida de sua esposa na frente do filho de 7 anos.

## Violência doméstica contra indígenas
Mesmo com o avanço da tecnologia, no século XXI, ainda é difícil encontrar noticias sobre a violência doméstica contra a mulher indígena,  mas não quer dizer que não exista. O caso mais conhecido no Ceará, como pontuado, é a Lei Diana Pitaguary, morta em 2017 pelo marido.
Já no Brasil, entre 2007 e 2017, pouco mais de 8 mil notificações de casos de violência contra as mulheres indígenas foram registradas, segundo o Sistema de Informação de Agravos de Notificação (Sinan), do Ministério da Saúde.
Assim como a sociedade no geral, mulheres indígenas naturalizam a violência doméstica por não saberem a gravidade das situações, existindo medo e impunidade, o que torna ainda mais evidente, como as mulheres indígenas ainda são esquecidas pelo Governo.

## Relação com a Lei Maria da Penha

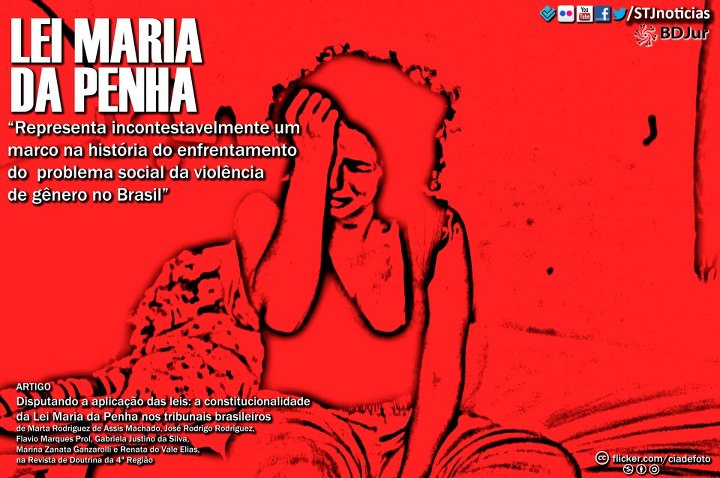
Artigo Lei Maria da Penha

A relação entre a Lei Diana Pitaguary e a Lei Maria da Penha se complementam em seus objetivos. Enquanto a Lei Maria da Penha estabelece um conjunto de leis abrangente para enfrentar a violência contra a mulher em diversas situações, a Lei Diana Pitaguary atua em nível estadual e específico, focando na conscientização e educação sobre essa temática em um contexto particular, o dos povos indígenas do Ceará.
Dessa forma, a Semana Diana Pitaguary proporciona um espaço de discussão e reflexão sobre questões que estão relacionadas aos princípios e diretrizes da Lei Maria da Penha. Ao promover debates sobre violência de gênero e feminicídio nas escolas indígenas. Essa iniciativa contribui para espalhar conhecimento e fortalecer a luta contra a violência contra a mulher, alinhando-se aos objetivos mais amplos estabelecidos pela Legislação Federal. Assim, ambas as leis convergem em seus esforços para promover uma cultura de respeito, igualdade e proteção para as mulheres no Brasil.